# Paysage avec le port de Santa Marinella

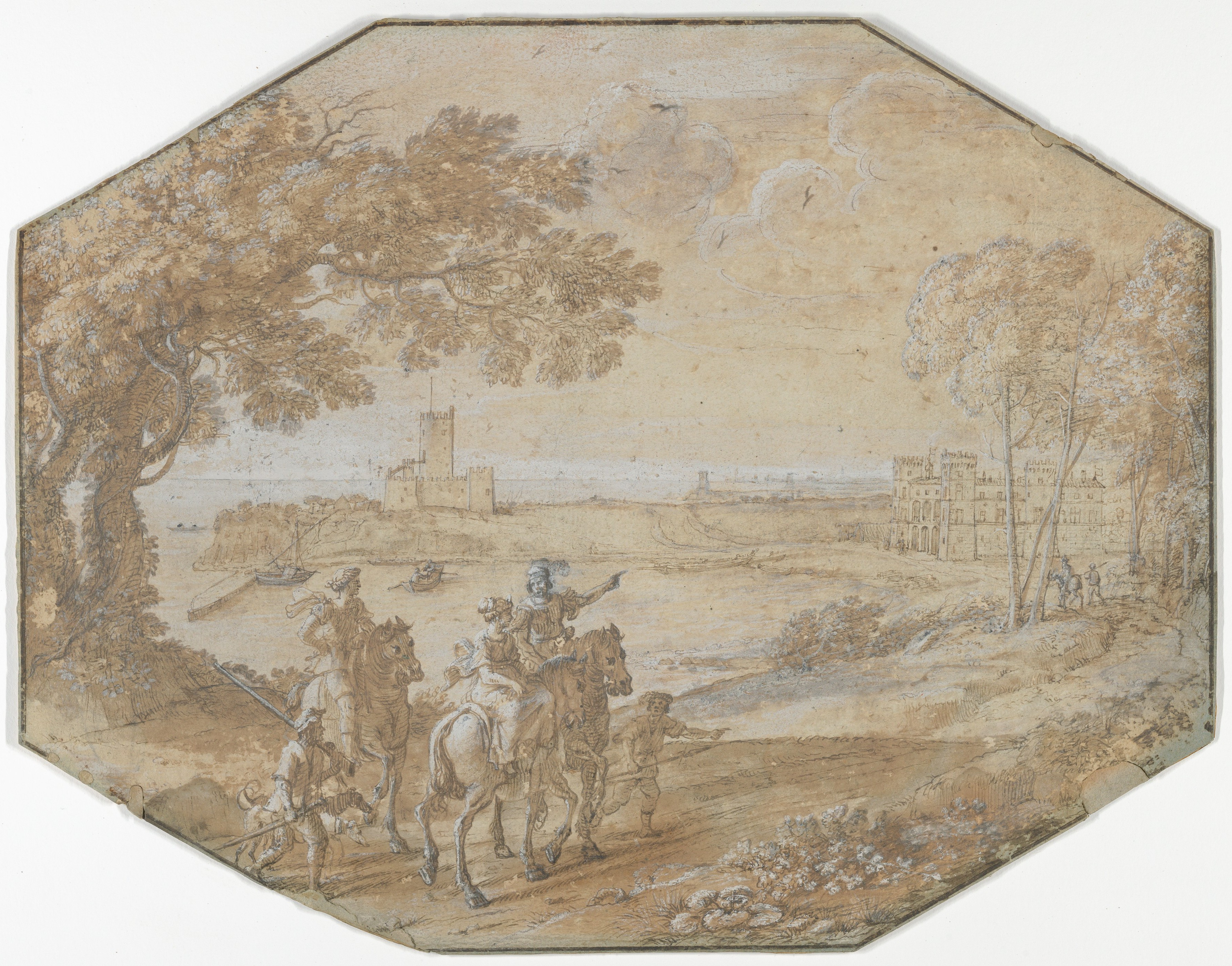
Claude Lorrain, esquisse pour Paysage avec le port de Santa Marinella, Metropolitan Museum of Art.

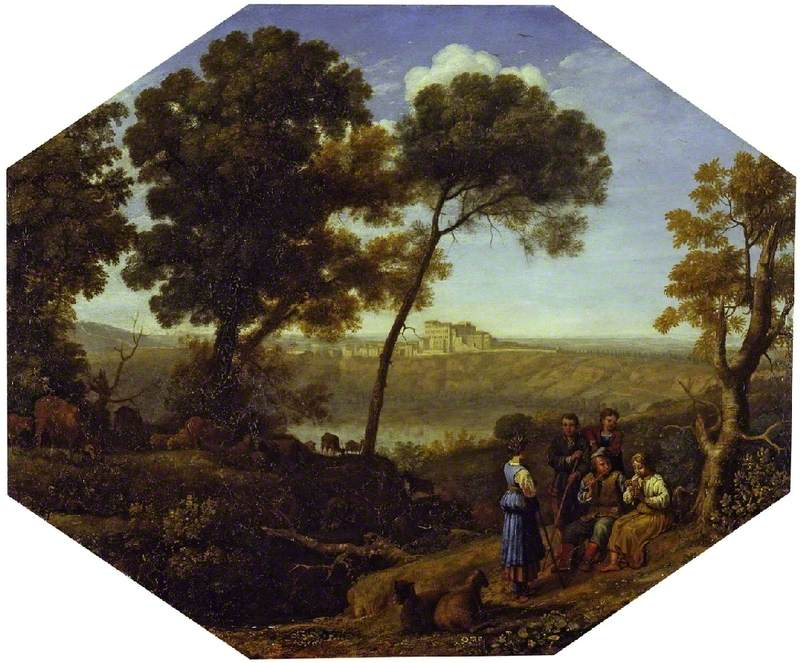
Claude Lorrain, Paysage pastoral avec le lac Albano et Castel Gandolfo.

Paysage avec le port de Santa Marinella est une peinture à l'huile sur cuivre de Claude Lorrain conservée dans la collection du Petit Palais à Paris. Elle date de 1637 ou 1638, et fait partie d'une paire commandée à l'artiste par le pape Urbain VIII.

## Historique de l'œuvre
Cette peinture représente le petit port de Santa Marinella près de Civitavecchia, que le pape Urbain VIII voulait transformer en un port majeur. L'autre tableau de la paire, conservé au Fitzwilliam Museum de Cambridge, est une vue de Castel Gandolfo, un palais sur les rives du Lac d'Albano. Paysage avec le port de Santa Marinella fut acquis par le Petit Palais en 1902 dans le cadre du legs Dutuit.

## Description et analyse
Bien que Lorrain se soit rendu à Santa Marinella pour dessiner, le tableau n'est pas une vue précise, mais plutôt une représentation idéalisée du paysage. La peinture montre en fait moins de détails qu'il n'en existait dans la réalité à proximité de cet endroit, se concentrant plutôt sur la création d'un paysage fantastique baigné d'une lumière illuminant les profondeurs de la scène et se reflétant sur la mer. La peinture combine une grande beauté physique en surface et des coups de pinceau denses et détaillés, avec une richesse de pigments.
Comme dans beaucoup de ses autres tableaux, Lorrain utilise la lumière comme moyen de transmettre le passage du temps. Il peint souvent des œuvres évoquant différents moments spécifiques de la journée, comme le petit matin ou le crépuscule. En général, ses paysages pastoraux sont baignés par la claire lumière du matin, tandis que ses marines sont éclairées par les longs rayons du soleil couchant.

## Travaux connexes
Un dessin du même sujet, de même taille que le tableau, est conservé dans la collection du Metropolitan Museum of Art. Le carnet de croquis de Lorrain avec les dessins préparatoires à l'œuvre est conservé au British Museum. La Kunsthalle de Hambourg possède une gravure en manière noire de 1779 de Richard Earlom, qui est basée sur le dessin du British Museum. La Tate Gallery conserve des notes prises par Joseph Mallord William Turner sur le tableau. Le sujet d'un château isolé dans un paysage quasi fantastique est celui sur lequel Lorrain revient dans son œuvre ultérieure, Le Château enchanté.